# 11936 Tremolizzo
11936 Tremolizzo è un asteroide della fascia principale. Scoperto nel 1993, presenta un'orbita caratterizzata da un semiasse maggiore pari a 2,5243676 UA e da un'eccentricità di 0,0700134, inclinata di 3,66448° rispetto all'eclittica.